# Данило Лековић
Данило Лековић (Аранђеловац, 28. децембар 1982) је леворуки српски рукометаш, висок 192 цм и тежак 88 кг. Тренутно наступа за РК Црвена звезда из Београд. Игра на позицији десног крила.

## Учешће на такмичењима
| Година  | Такмичење         | Клуб             | Голова |
| ------- | ----------------- | ---------------- | ------ |
| 2006-07 | ЕХФ Лига шампиона | РК Црвена звезда | 6      |
| 2007-08 | ЕХФ Челенџ куп    | РК Колубара      | 6      |
| 2007-08 | ЕХФ Европски куп  | РК Црвена звезда |        |
| 2007-08 | ЕХФ Лига шампиона | РК Црвена звезда |        |
| 2008-09 | ЕХФ Лига шампиона | РК Црвена звезда |        |
| 2009-10 | ЕХФ Европски куп  | РК Црвена звезда | 3      |
| 2010-11 | ЕХФ Европски куп  | РК Црвена звезда | 9      |